# Parque Amantikir

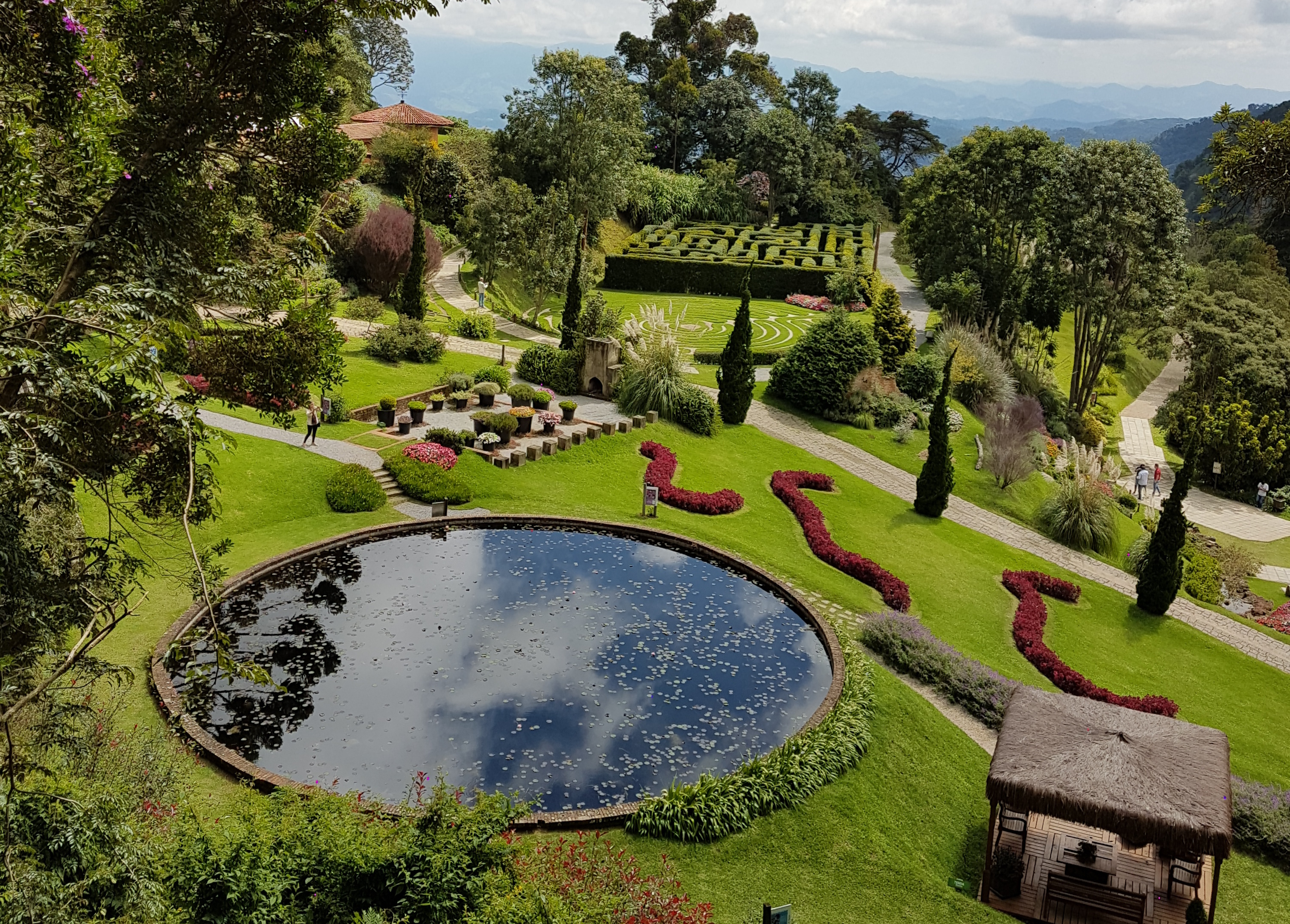
Vista de parte do parque

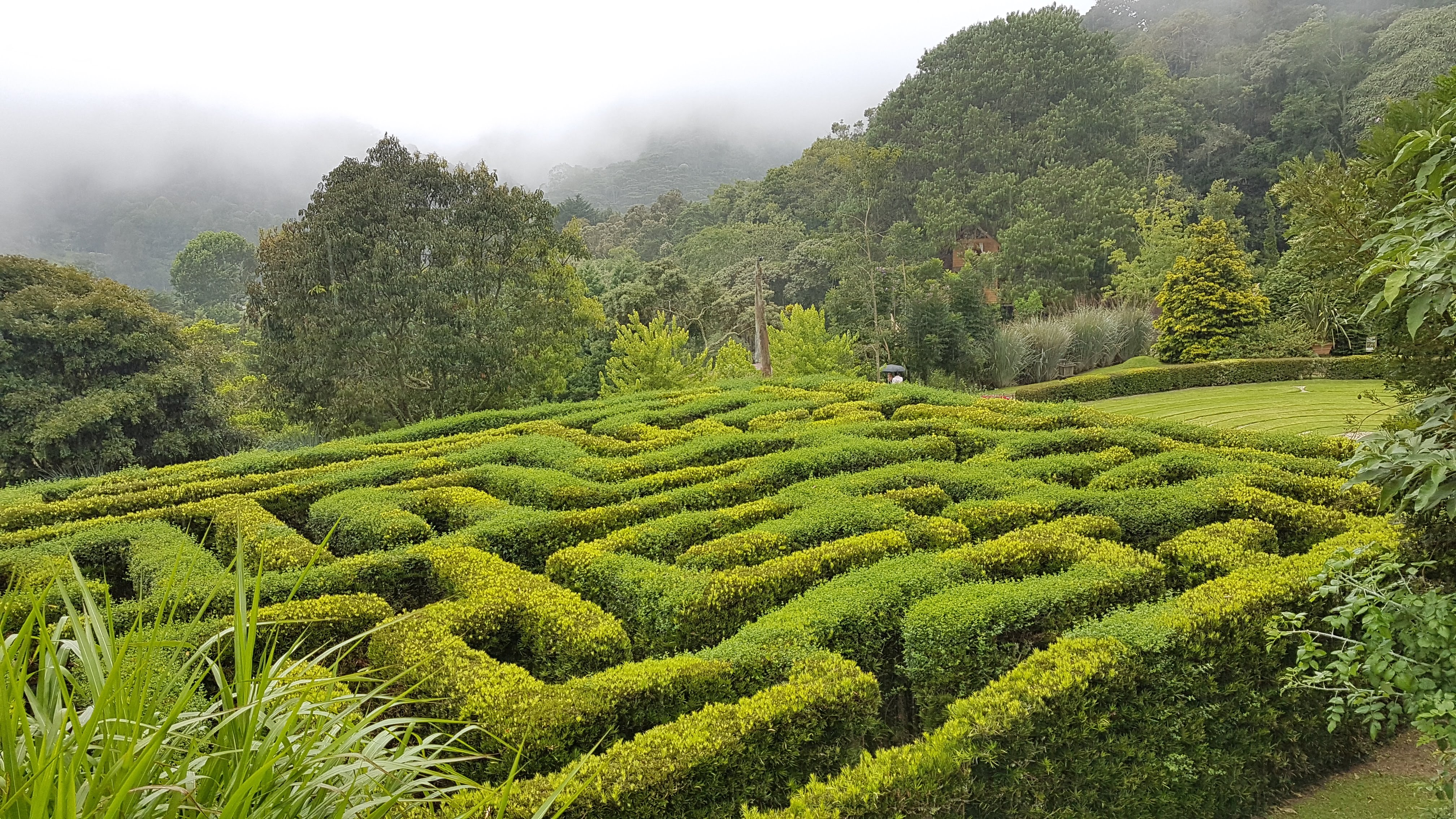
Labirinto clássico

O Parque Amantikir ou Amantikir Jardins, é um parque composto por um conjunto de jardins e diversos pontos de interesse. Situado no município de Campos do Jordão, a 180 quilômetros da cidade de São Paulo, o parque é visitado por milhares de turistas anualmente.
Idealizado pelo paisagista e engenheiro agrônomo, Walter Vasconcellos, conhecido como Dr. Garden, o Amantikir abriga mais de 700 espécies de plantas em 26 jardins ao longo dos seus 60 mil metros quadrados. Em 2013 o site TripAdvisor, certificou pela primeira vez o Amantikir com o atrativo n.º 1 de Campos do Jordão, posição em que o parque vem se mantendo desde então.
O parque e a cidade de Campos do Jordão ficam situados na Serra da Mantiqueira, (um complexo de montanhas considerado a 8.ª formação natural protegida mais "insubstituível" do planeta, segundo um artigo da União Internacional para a Conservação da Natureza publicado em 2013 pela Revista Science).

## Etimologia
O nome do parque é oriundo do nome da Serra da Mantiqueira. A Serra escarpada que acompanhava o rio Paraíba (rio feio em tupi), onde hoje se situa Campos do Jordão, conhecida pelos nativos como amantikir, “a montanha que chora”, tornou-se Mantiqueira na pronúncia dos Lusitanos.

## História
O Parque Amantikir surgiu a partir da combinação de dois fatores: insatisfação e encantamento. Esses elementos, embora contrastantes, foram bastante determinantes para sua criação e idealização. A ideia teve origem em Campos do Jordão pelo engenheiro agrônomo e paisagista Walter Vasconcellos, inspirado por referências de parques e jardins visitados em diversos países, como países europeus, Estados Unidos e Canadá. A percepção de que a cidade carecia de um espaço semelhante impulsionou a concretização do projeto.
O parque foi construído em uma área anteriormente ocupada pelo Haras Serra Azul e contou com apoio financeiro de parceiros e clientes do setor de paisagismo. Em 25 de agosto de 2007, o Amantikir foi inaugurado e, ao longo dos anos, tornou-se um destino visitado por milhares de pessoas de diferentes partes do mundo.

## Lenda
Conta uma lenda que o Sol se apaixonou por uma formosa índia e ela também se encantou por ele. E a Lua enciumada, foi se lamentar com o deus Tupã que colocou uma imponente montanha sobre a índia, aprisionando-a para sempre. Desde então a índia chora dias e noites com saudades do Sol e suas águas enchem os veios da montanha, transbordando nos rios e cachoeiras que escorrem pela Serra da Mantiqueira. E por isso os tupis a chamavam de amantikir, a montanha que chora.

## Atrações
Além dos 26 jardins do parque, os pontos de interesse incluem: Pátio Zen, Tori, Meda, Dragão Chinês, Moon Gate (Portal da Lua), Mandala, Olaria, Mirante, Wood, Horta, Grandes Vasos, Tenda, Moldura e uma Casa da Árvore. Todos esses espaços com variadas referências arquitetônicas.

### Labirinto clássico
Entre seus jardins há o Labirinto Clássico, semelhante aos labirintos vistos em jardins de castelos da Europa. Conta com 450 metros quadrados de área e 600 metros lineares de corredores, com paredes de 2,20 metros de altura.

### Labirinto de grama
O labirinto de grama do Amantikir é considerado por um grupo de estudiosos e localizadores de labirintos pelo mundo, o maior labirinto de grama do Brasil e está entre os maiores no mundo deste tipo.

## Setores
Os 26 jardins do Amantikir são divididos em sete setores e são inspirados em diversos parques do mundo, com características paisagísticas de países como: Inglaterra, França, Alemanha, Áustria, Espanha, Itália, Estados Unidos, Canadá, México, Japão e China, entre outros.
| Setor   | Jardim               | Número |
| ------- | -------------------- | ------ |
| Cinza   | Jardim Japonês       | 1      |
| Cinza   | Jardim Chinês        | 2      |
| Cinza   | Trilha das Bromélias | 26     |
| Lilás   | Jardim Romântico     | 3      |
| Lilás   | Jardim de Sombra     | 4      |
| Laranja | Lago das Pontes      | 5      |
| Laranja | Bosque Outonal       | 6      |
| Laranja | Tapete Verde         | 7      |
| Laranja | Estufa               | 8      |

| Setor    | Jardim              | Número |
| -------- | ------------------- | ------ |
| Verde    | Rock Garden         | 9      |
| Verde    | Labirinto de Grama  | 10     |
| Verde    | Labirinto Clássico  | 11     |
| Verde    | Jardim Inglês       | 12     |
| Vermelho | Mirante             | 13     |
| Vermelho | Jardim Árido        | 14     |
| Vermelho | Jardim de Raízes    | 15     |
| Vermelho | Jardim de Capins    | 16     |
| Vermelho | Jardim de Coníferas | 17     |

| Setor   | Jardim           | Número |
| ------- | ---------------- | ------ |
| Amarelo | Patamares        | 18     |
| Azul    | Jardim Austríaco | 19     |
| Azul    | Lareira          | 20     |
| Azul    | Jardim Francês   | 21     |
| Azul    | Jardim Escolar   | 22     |
| Azul    | Espelho d’Água   | 23     |
| Azul    | Jardim Alemão    | 24     |
| Azul    | Jardim Autoral   | 25     |

## Galeria

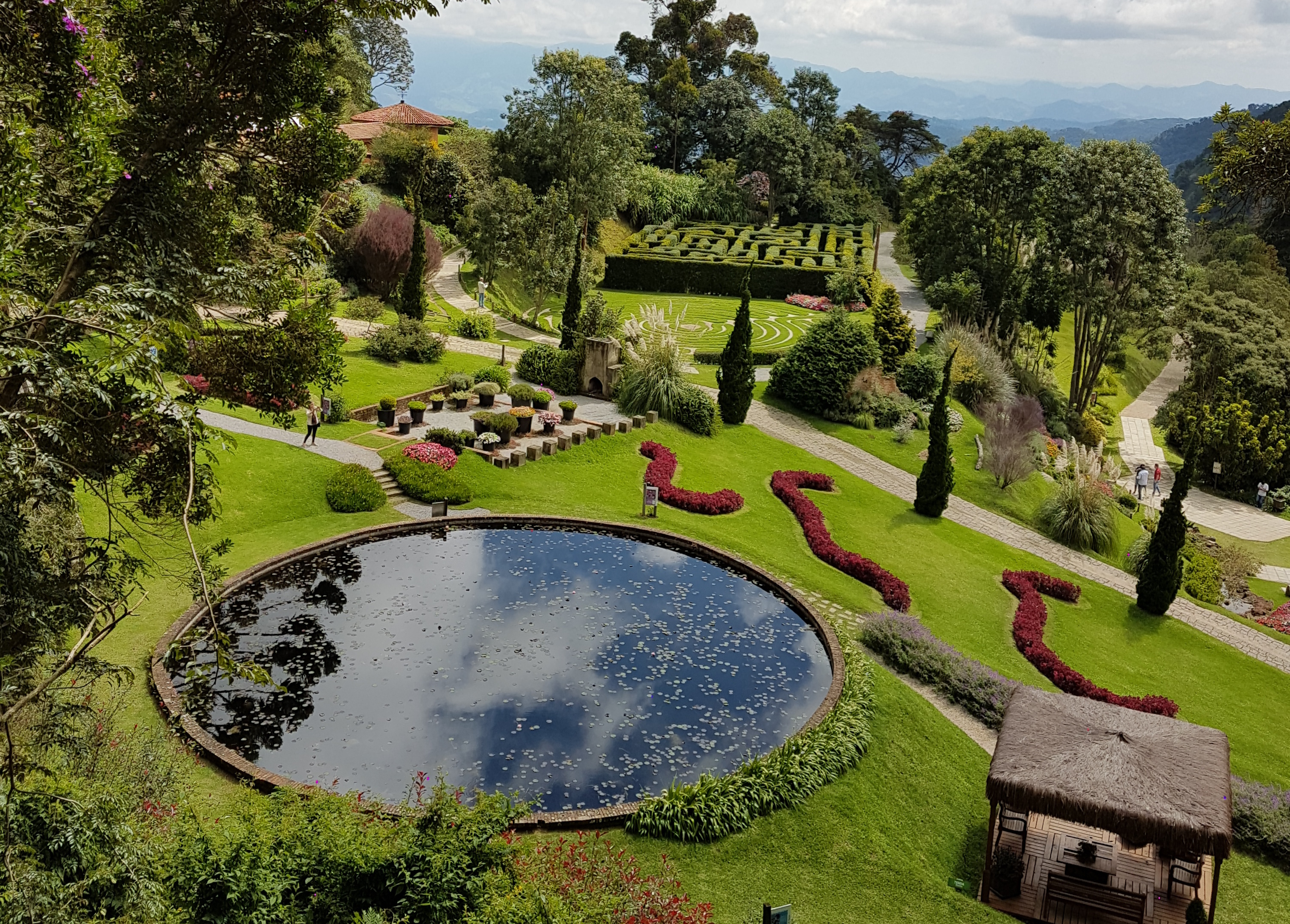
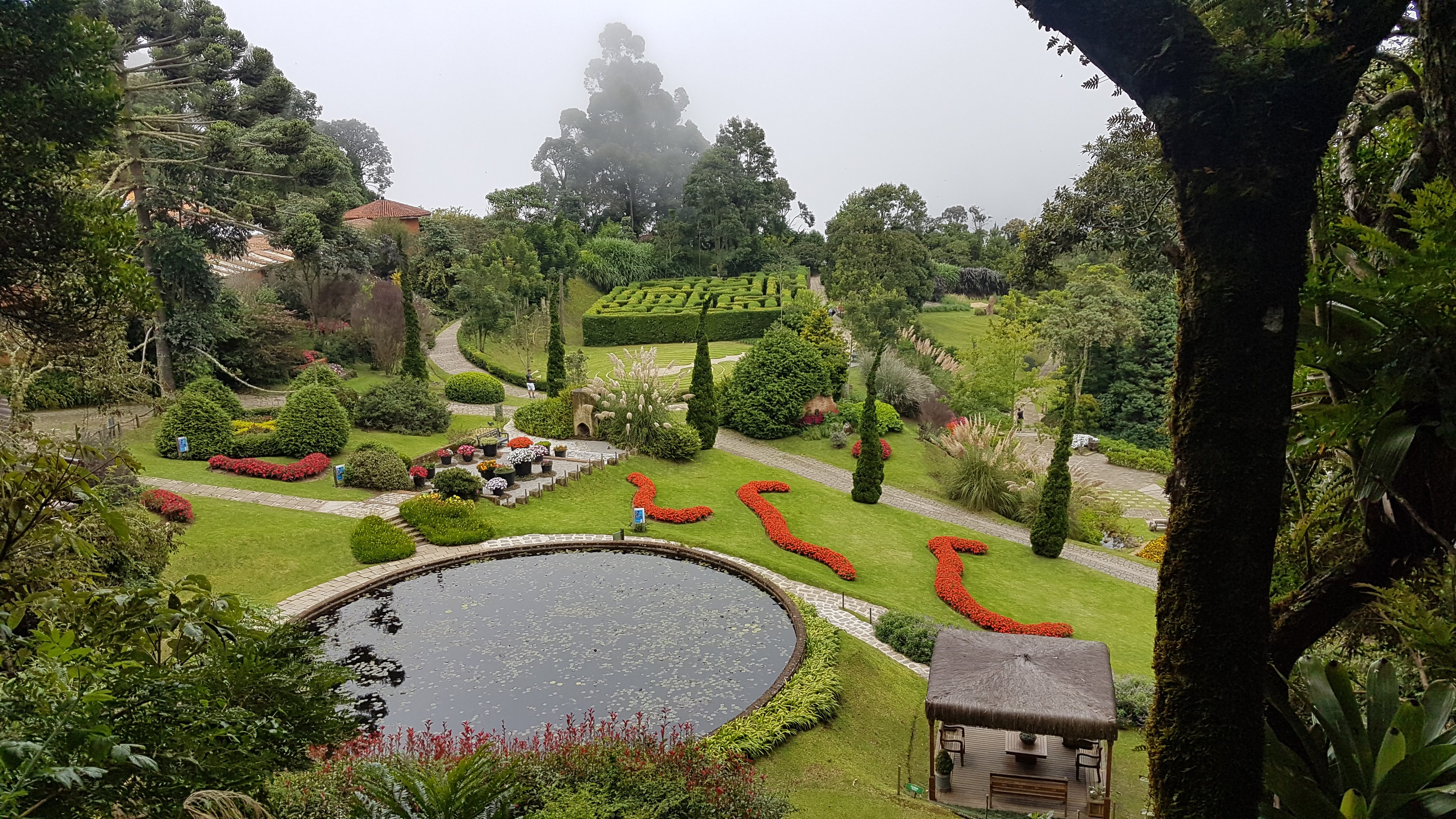
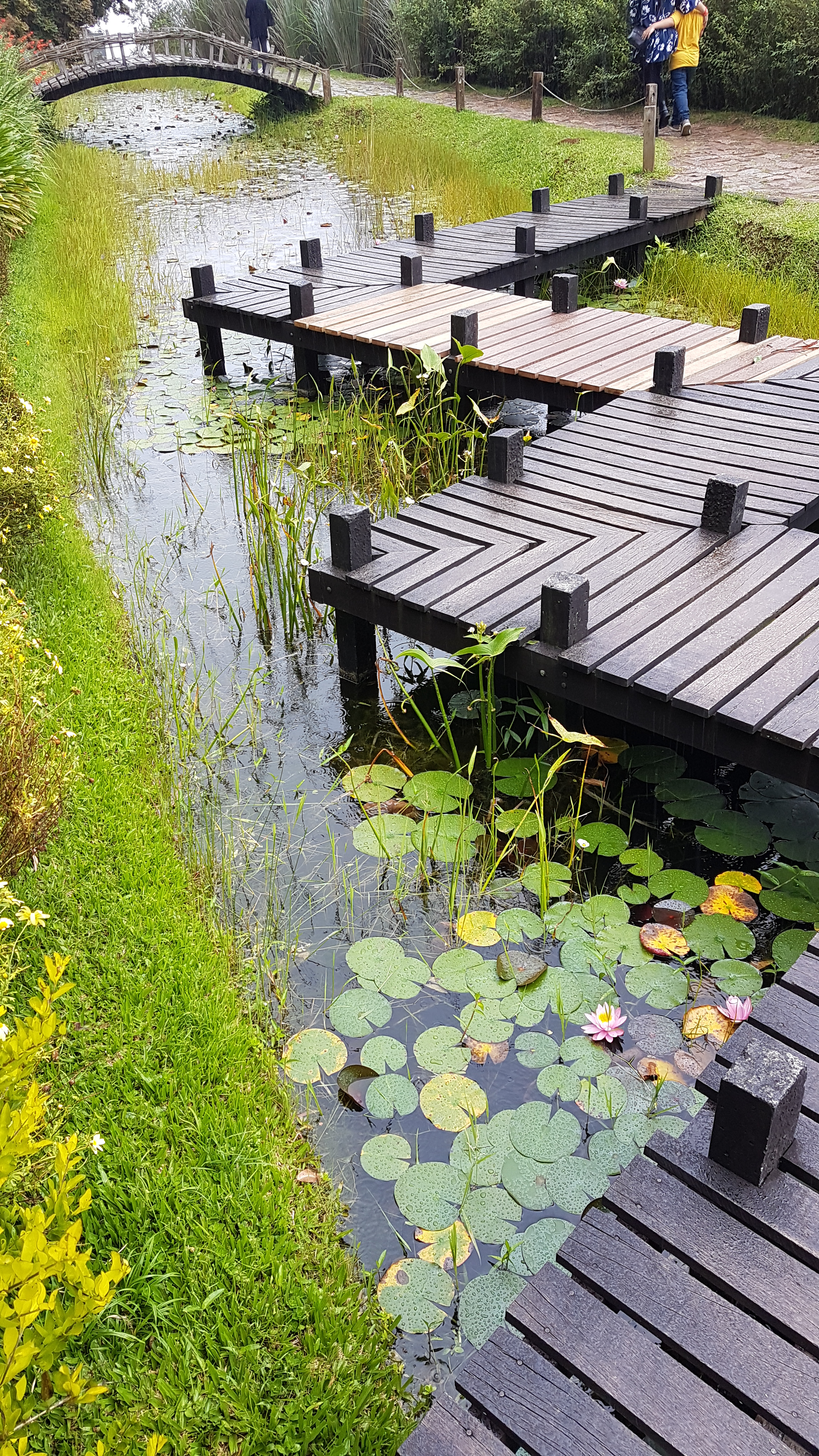
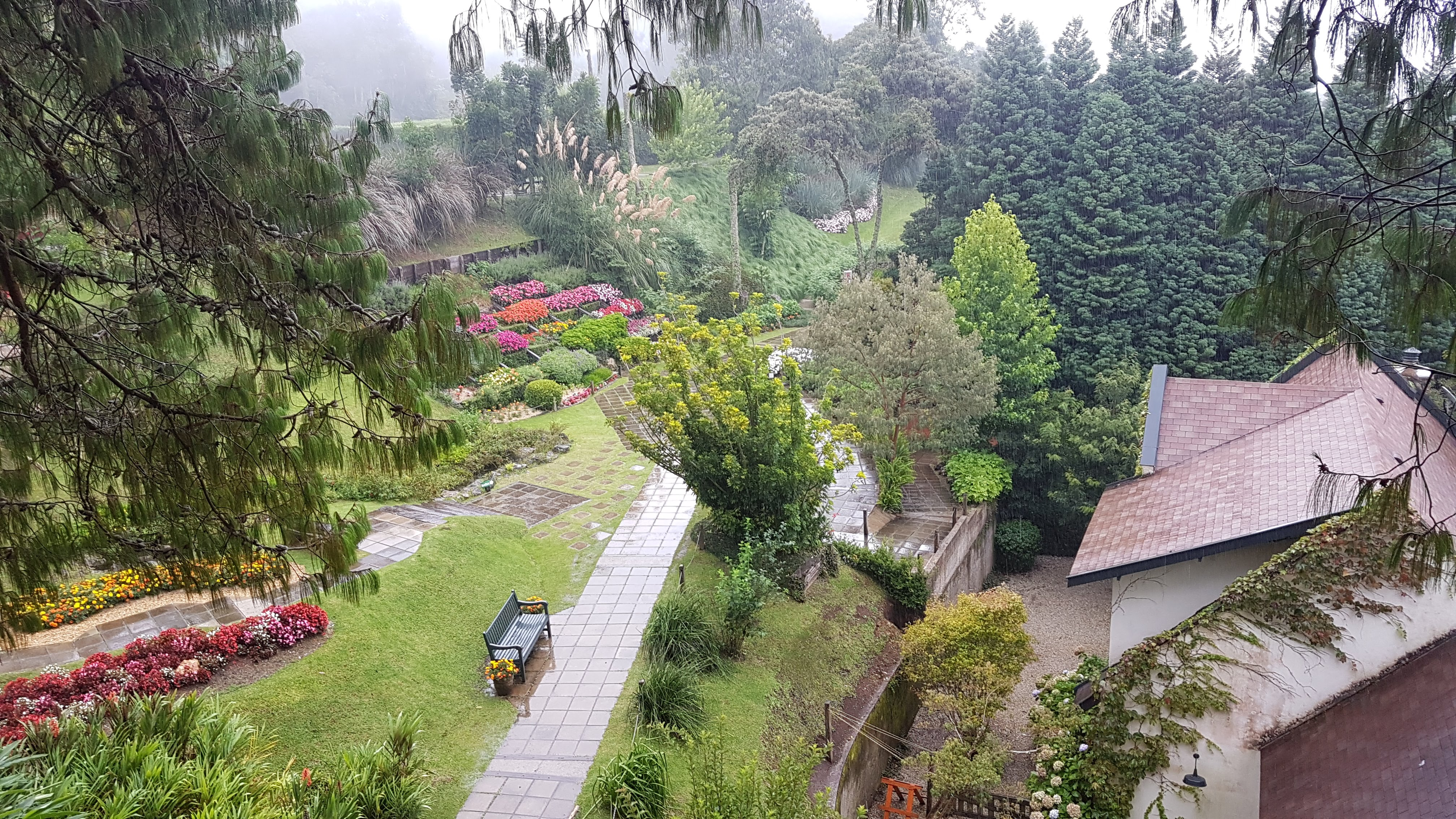
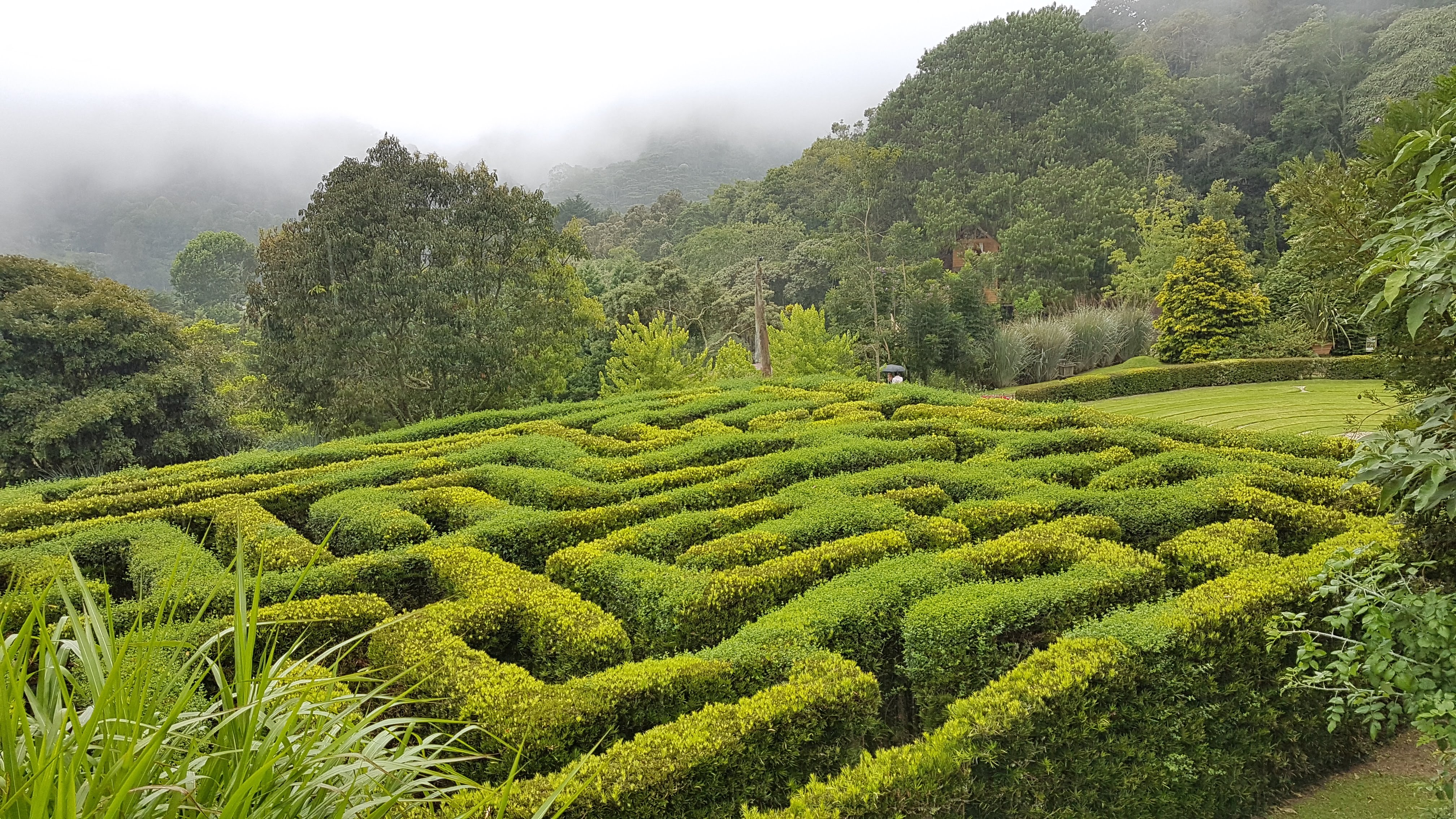
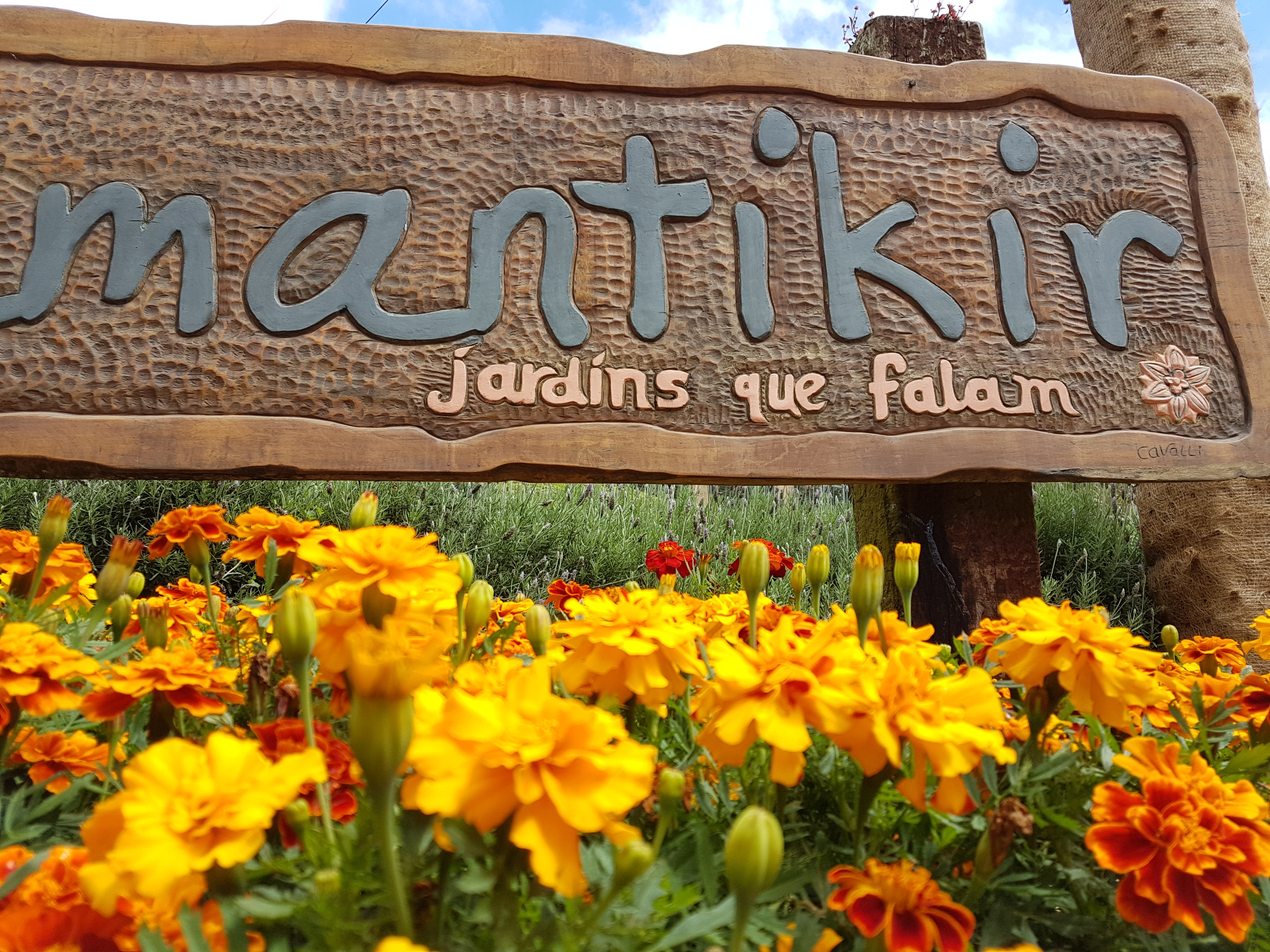
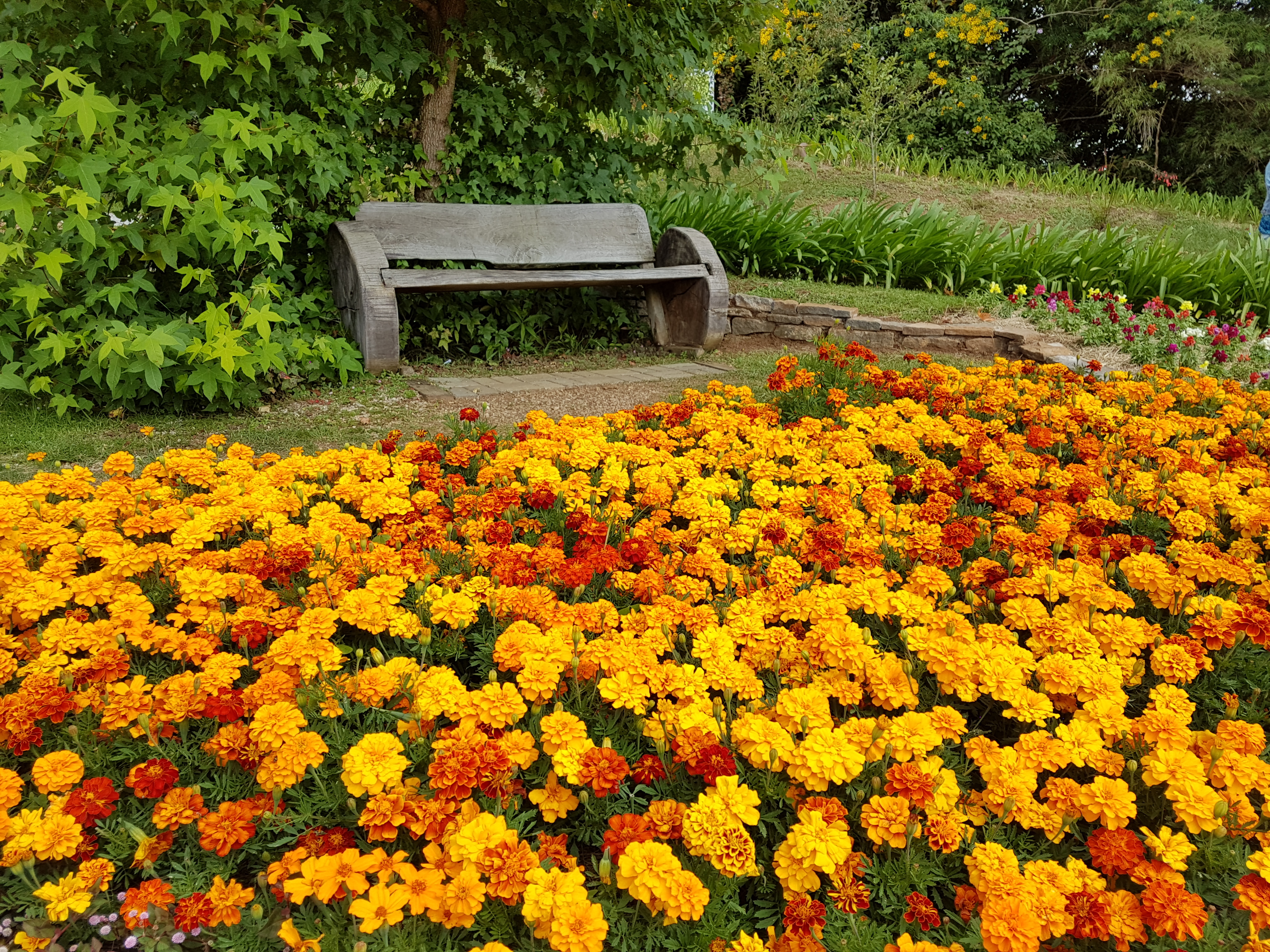
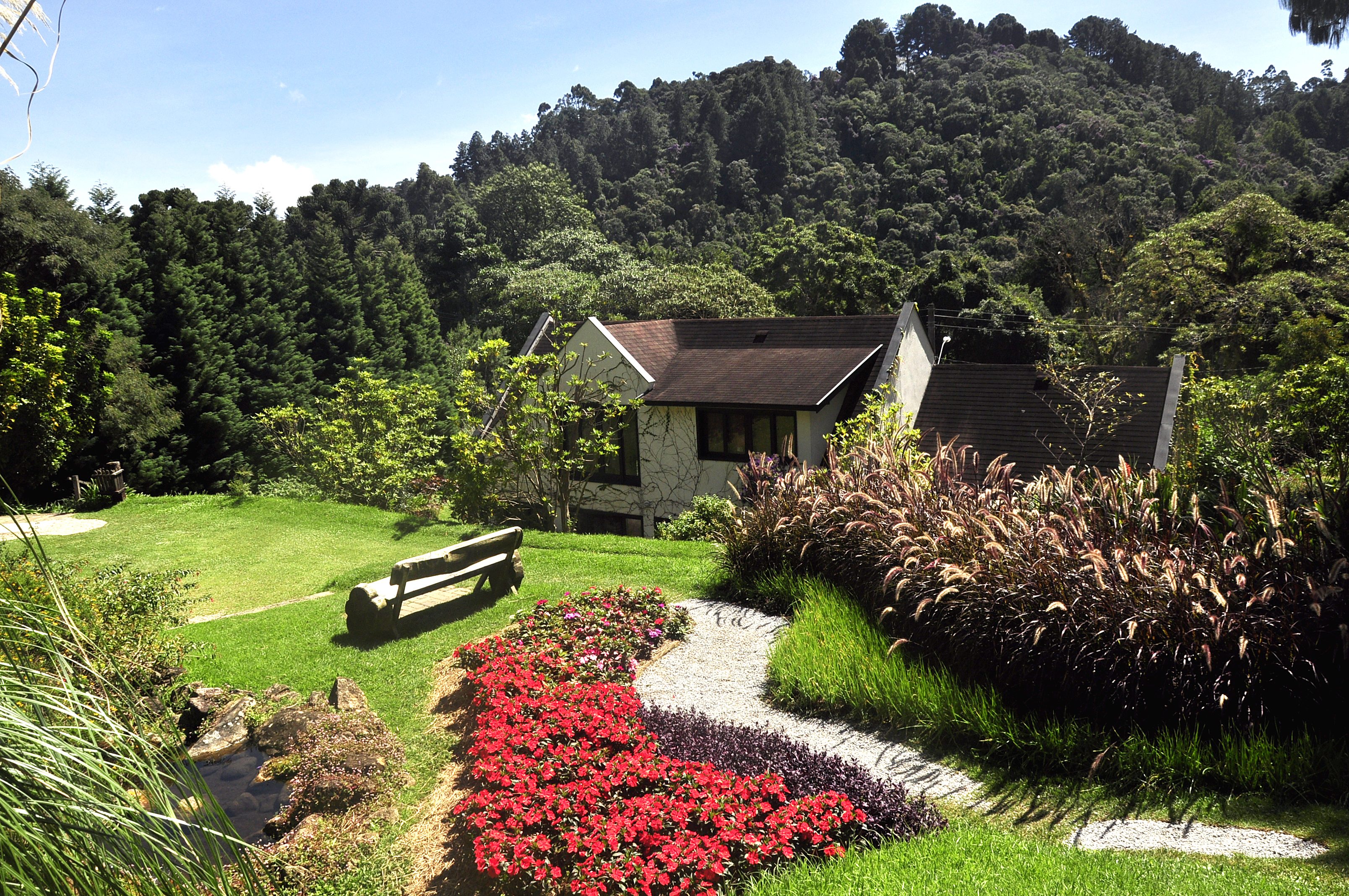
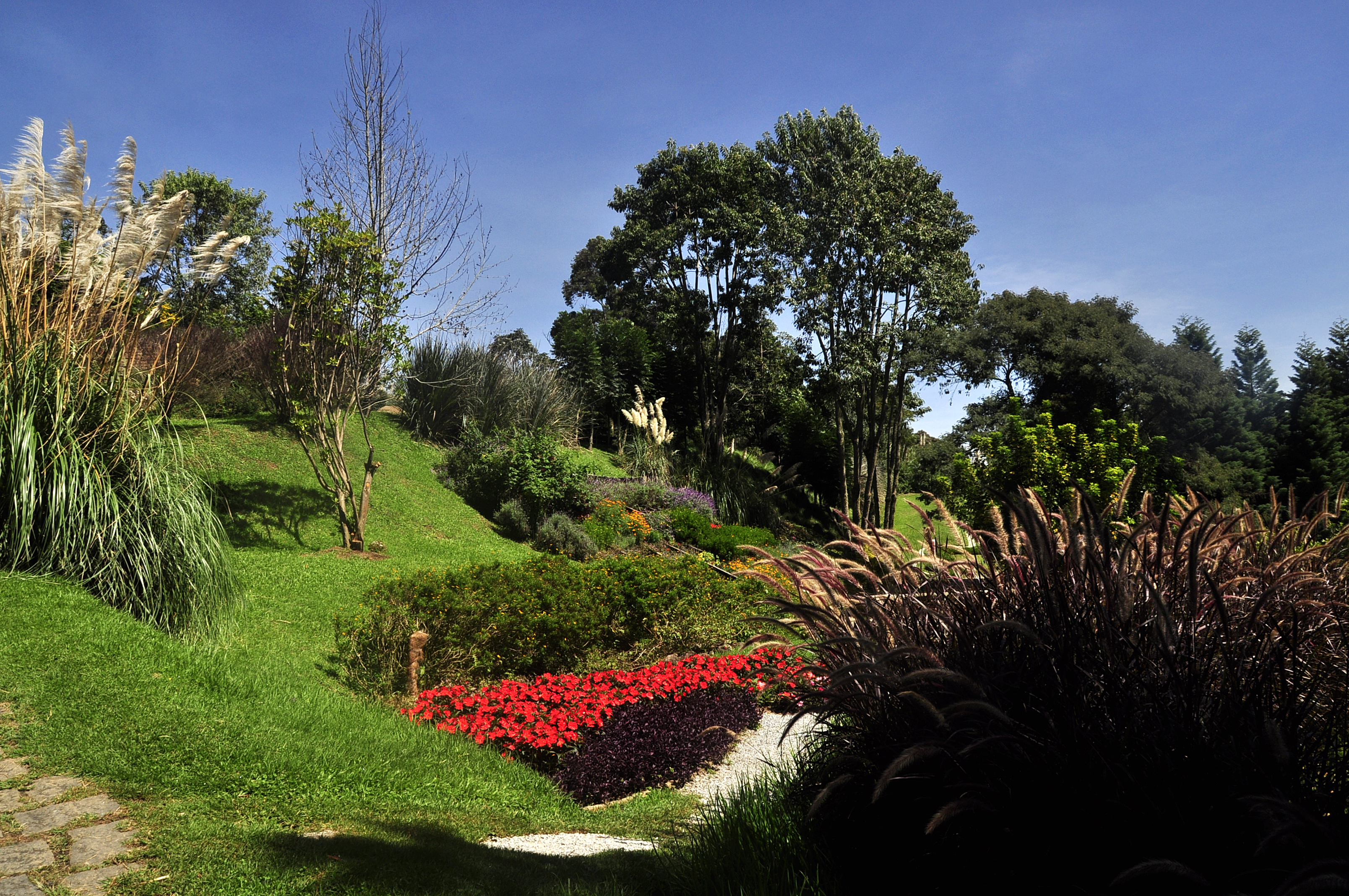
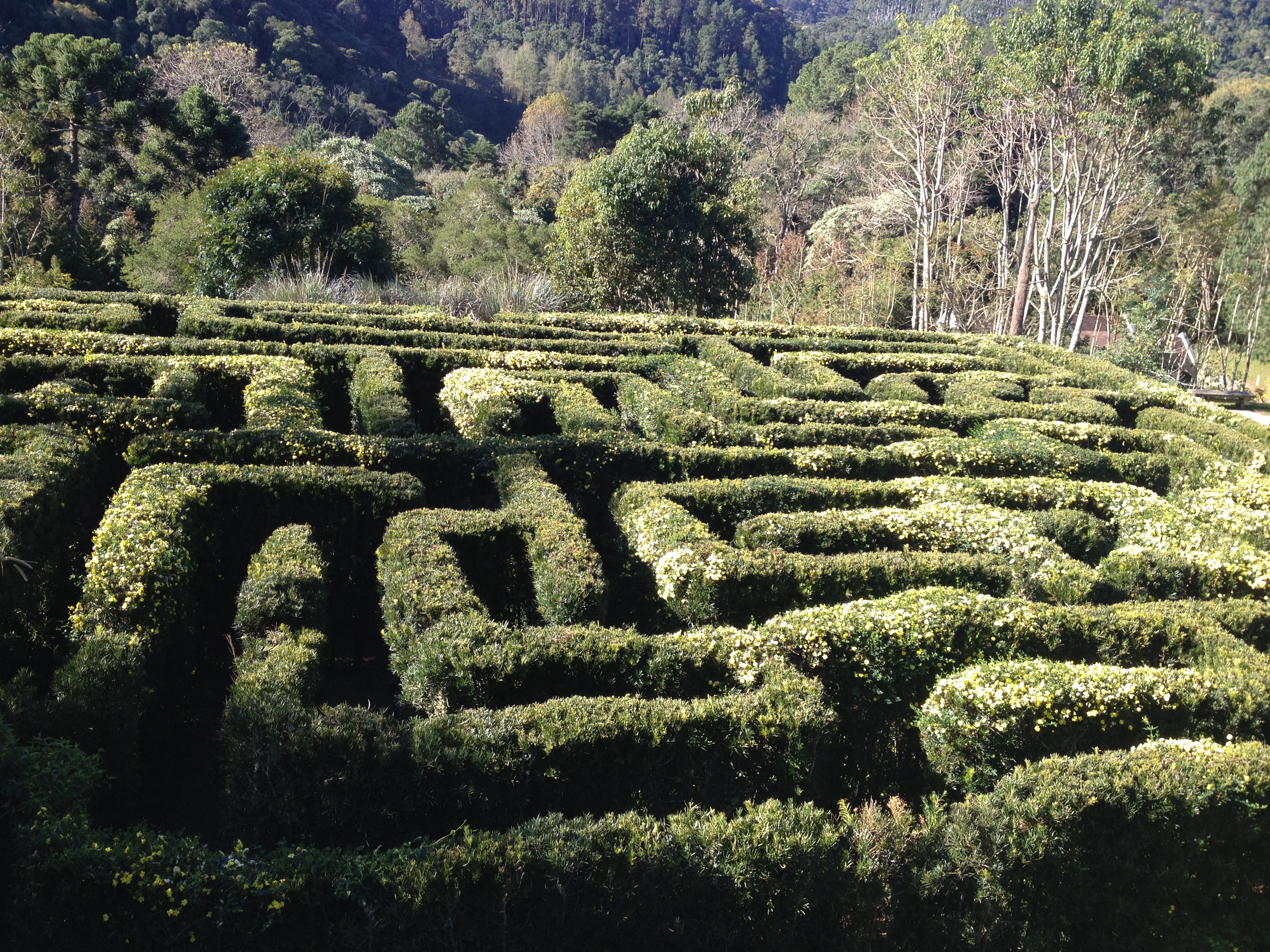
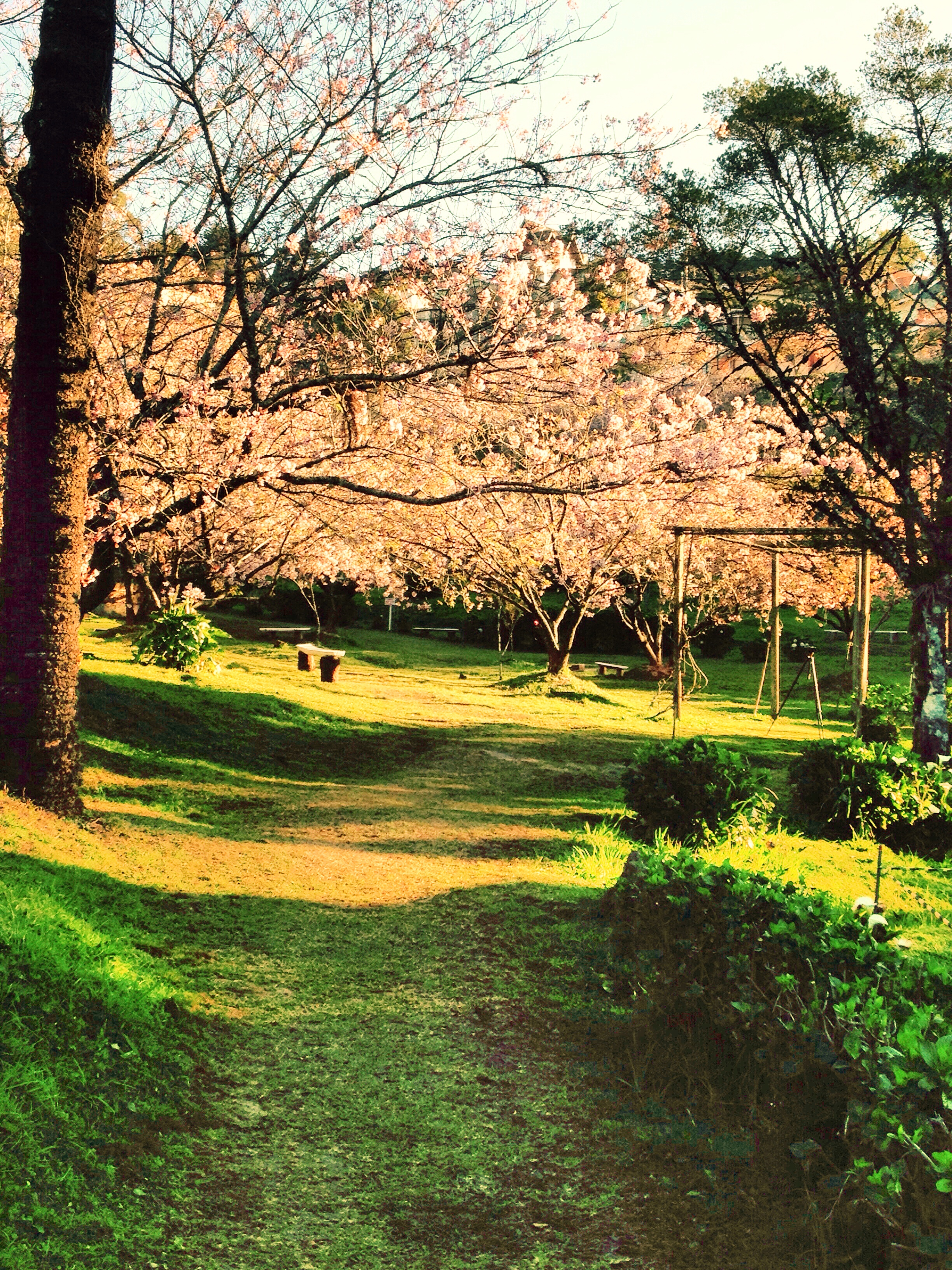
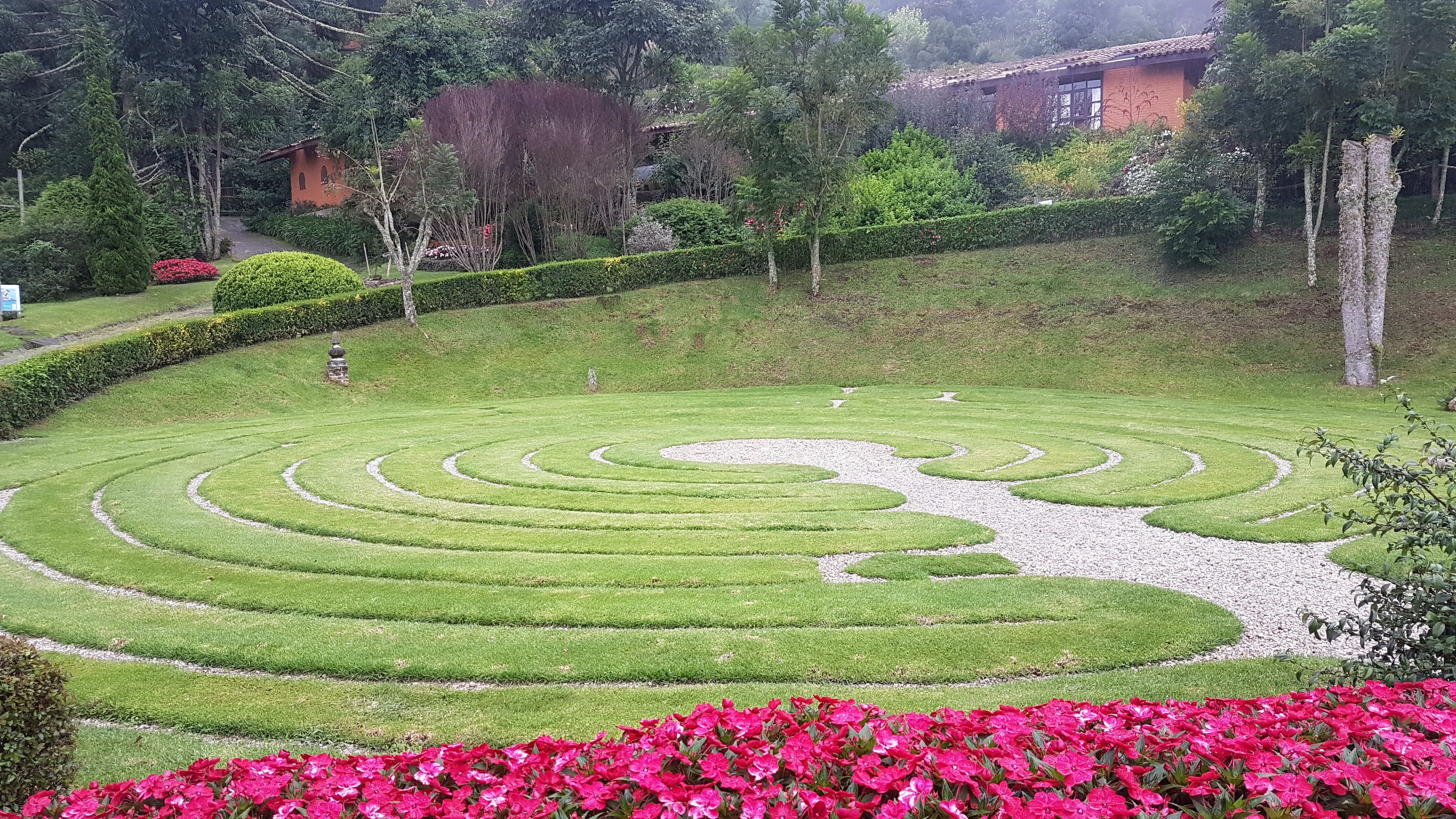
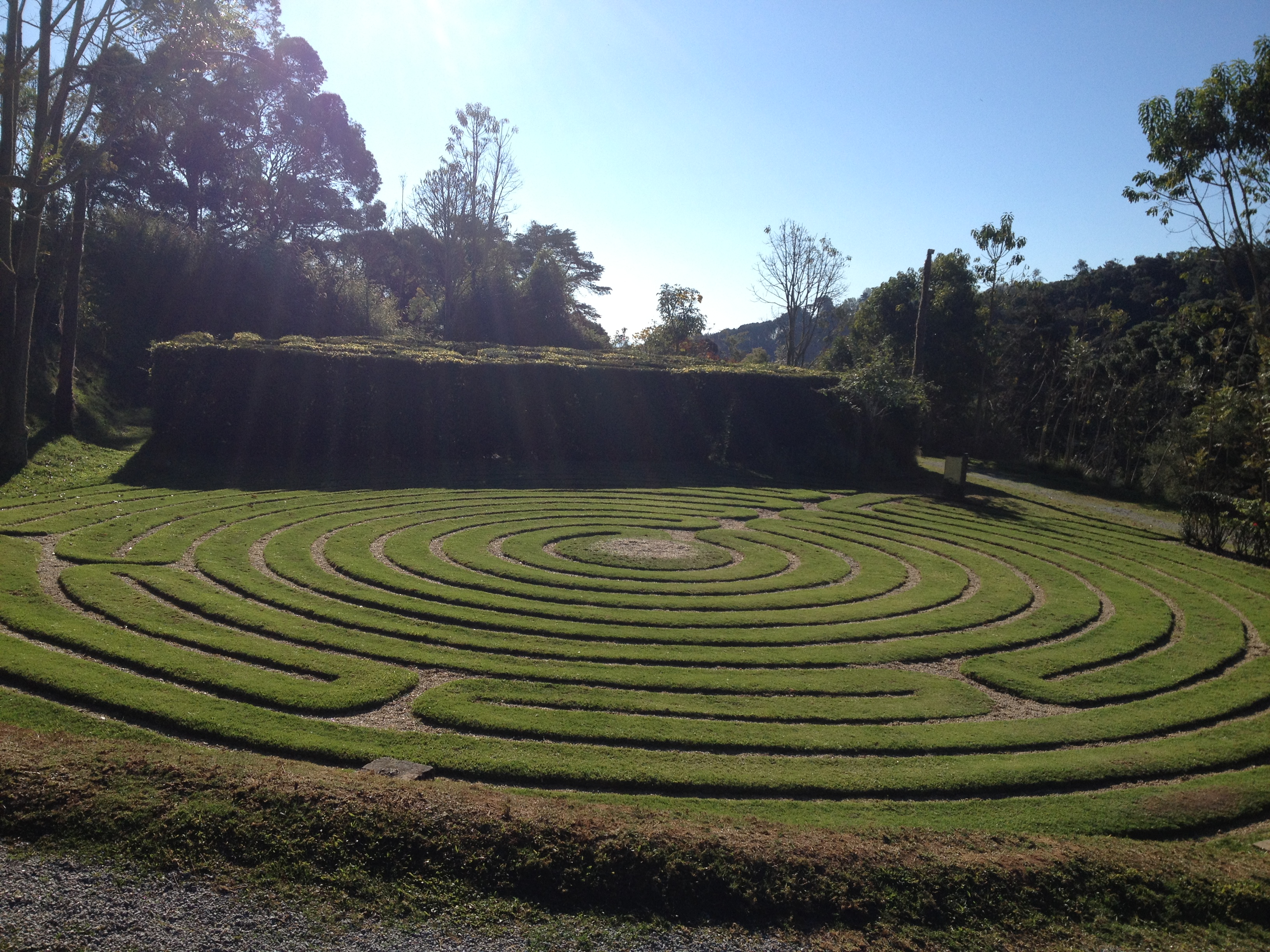
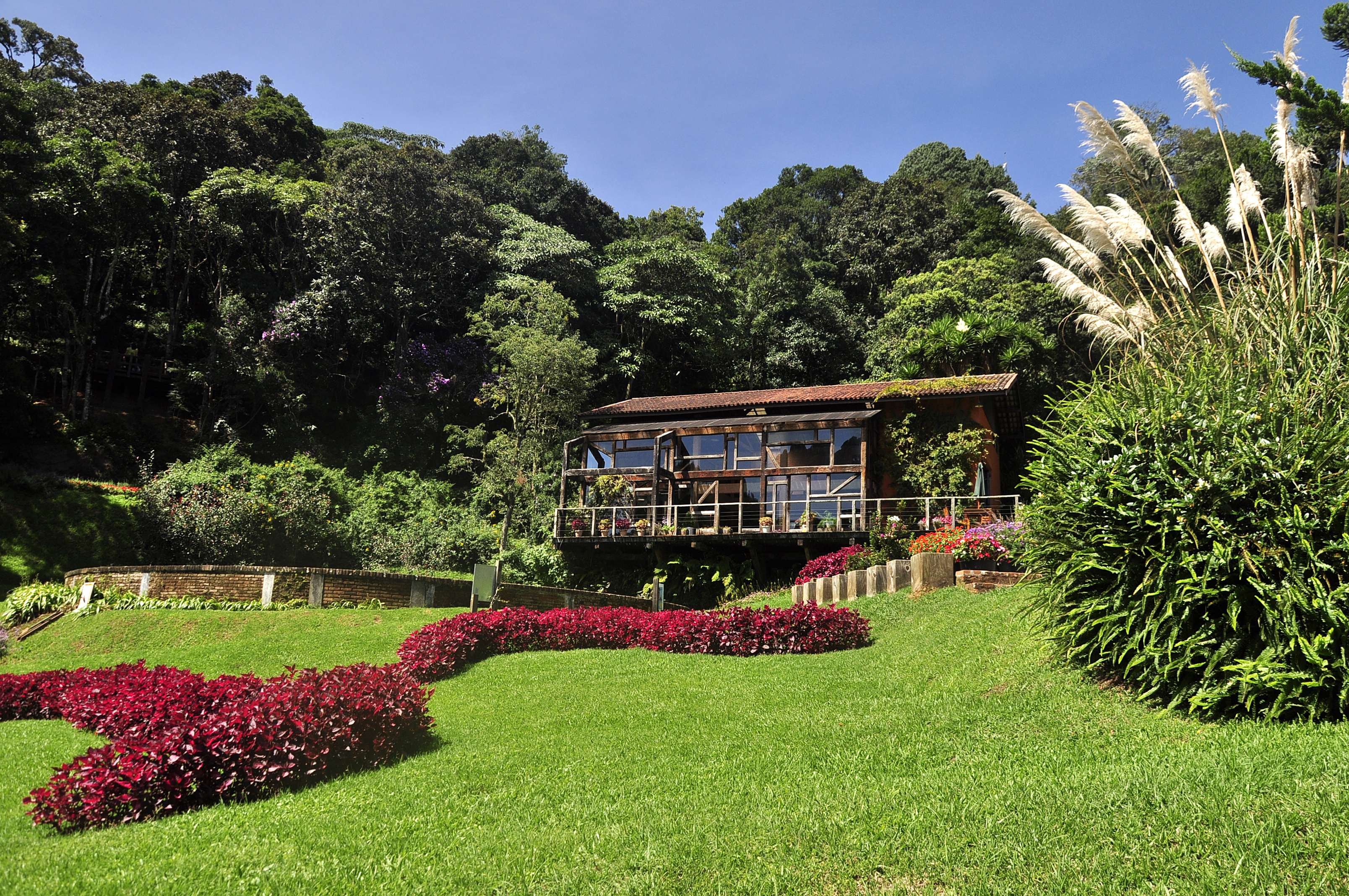
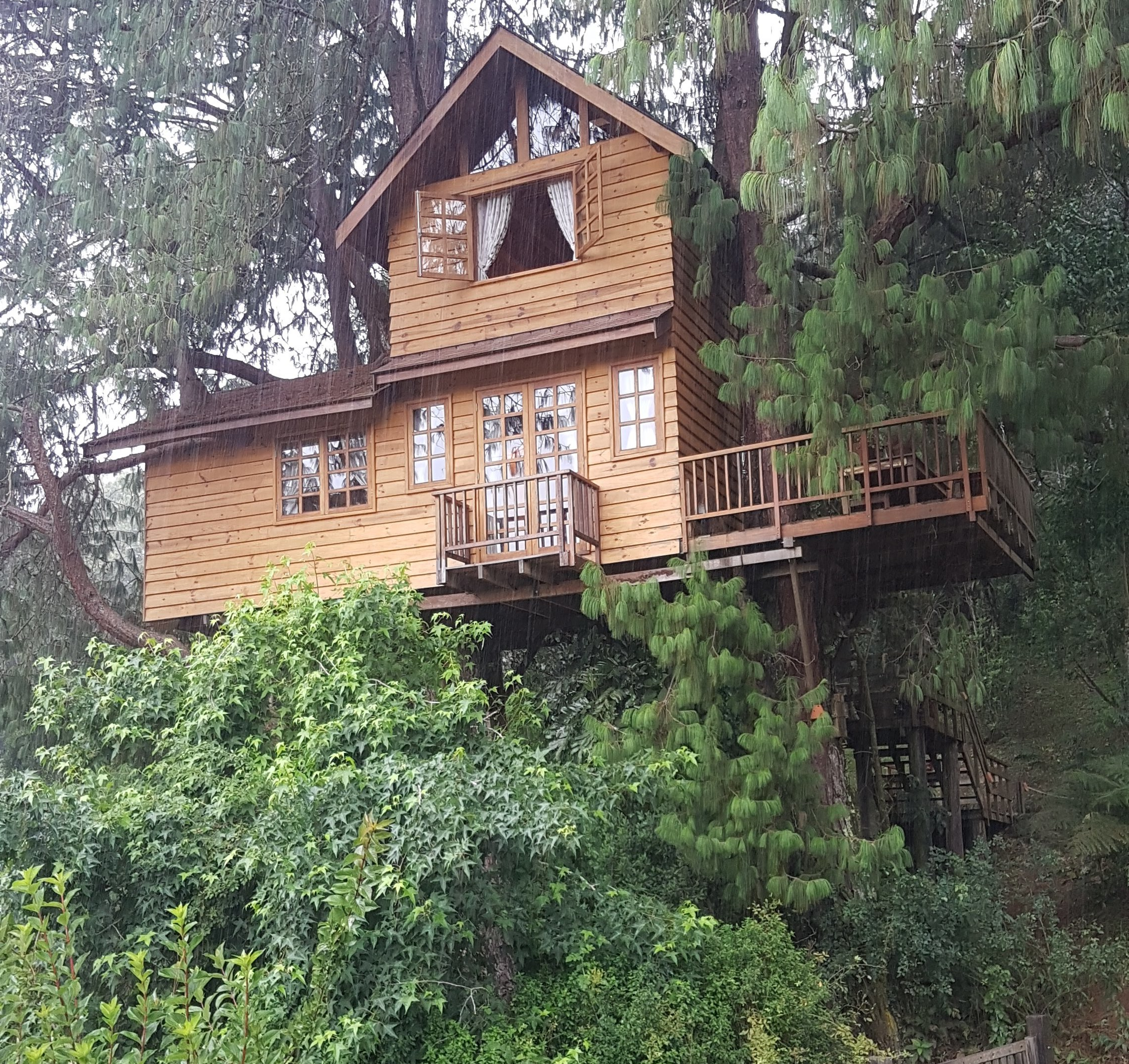
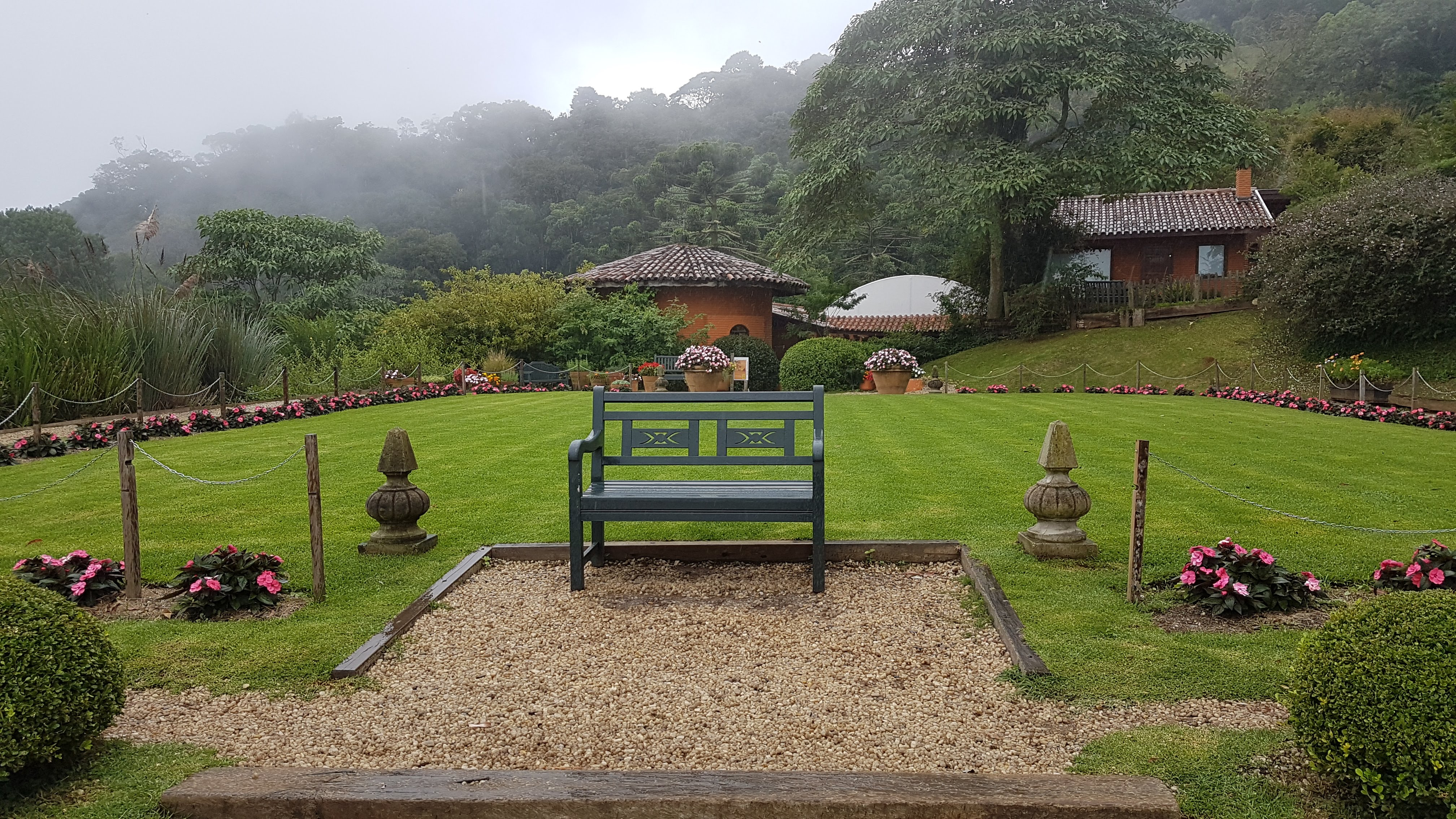
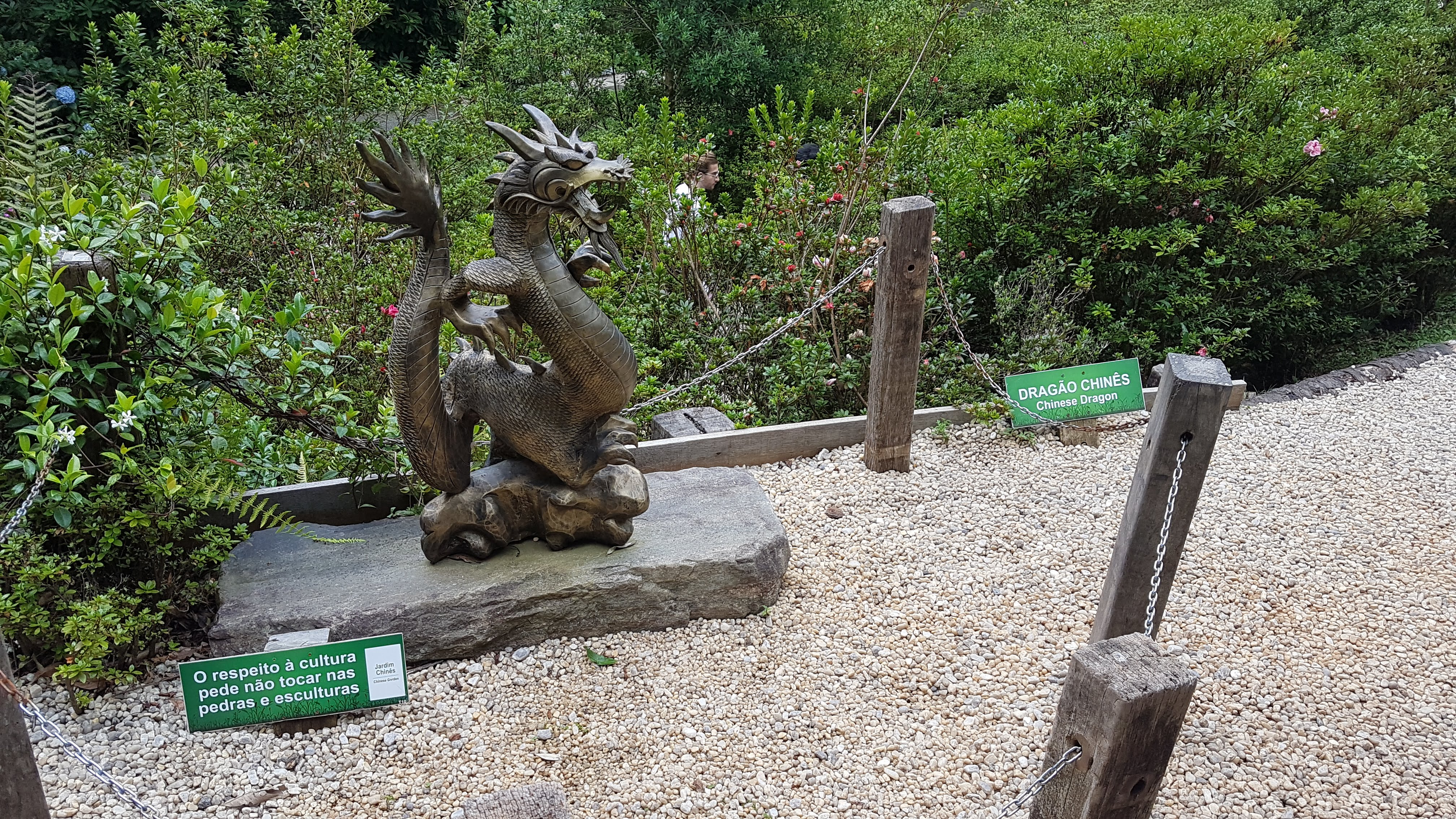
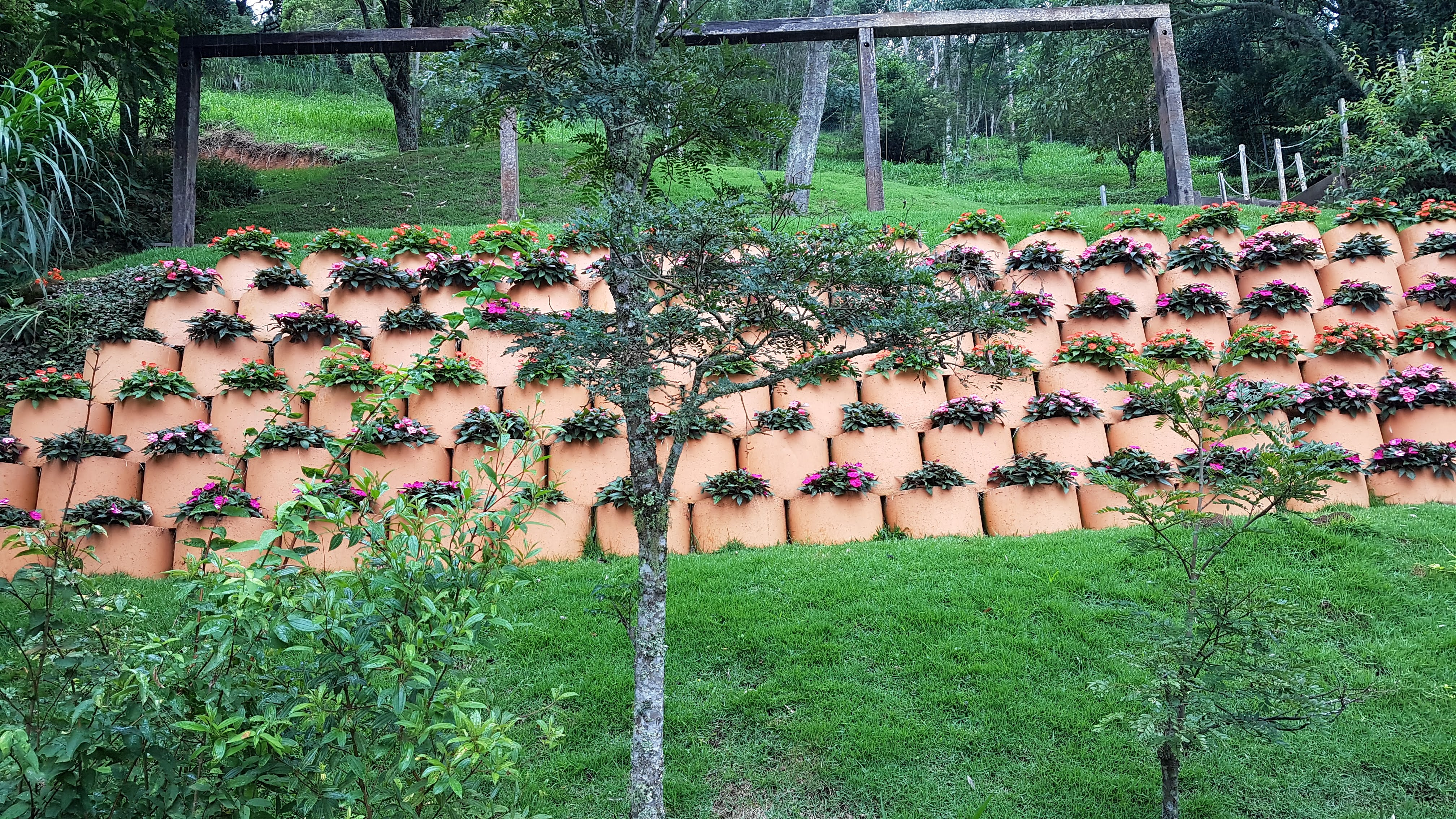